# Kenny Thorne
Kenny Thorne (Honolulu, 24 gennaio 1966) è un ex tennista statunitense.

## Carriera
In carriera ha vinto 2 titoli di doppio. Nei tornei del Grande Slam ha ottenuto il suo miglior risultato raggiungendo i quarti di finale di doppio misto all'Open di Francia nel 1995, in coppia con l'indonesiana Yayuk Basuki.

## Statistiche

### Doppio

#### Vittorie (2)
| Numero | Anno           | Torneo               | Superficie  | Compagno        | Avversari in finale           | Punteggio     |
| 1.     | 25 aprile 1994 | Seoul Open, Seul     | Cemento     | Stéphane Simian | Kent Kinnear Sébastien Lareau | 6-4, 3-6, 7-5 |
| 2.     | 12 giugno 1994 | ATP Firenze, Firenze | Terra rossa | Jon Ireland     | Neil Broad Greg Van Emburgh   | 7-6, 6-3      |